# Château de Friedrichstein
Le château de Friedrichstein (en allemand : Schloß Friedrichstein) était un château de style baroque, situé près de Königsberg, en Prusse-Orientale. Initialement en possession de la maison de Waldbourg, il a servi de résidence pour famille von Dönhoff de 1666 jusqu'en 1945. Avec Dönhoffstädt, Finckenstein, Schlobitten, Schlodien et Capustigall (de), c'était l'un des « châteaux royaux » les plus beaux de Prusse-Orientale.
Incendiè par l'Armée rouge en 1945, les derniers vestiges du palais furent enlevés dans les années 1980.

## Localisation
Le château était situé au village de Friedrichstein, dans la vallée du Pregel, à 19 km à l'est de Königsberg. Il appartenait à l'arrondissement de Königsberg (rattaché à l'arrondissement du Samland le 1er avril 1939) au sein du district de Königsberg. Le village se trouvait dans la paroisse de Löwenhagen.
Depuis la fin de la Seconde Guerre mondiale, le site se trouve dans l’oblast de Kaliningrad, exclave russe correspondant à la partie nord de l'ancienne Prusse-Orientale. Le village s'appelle aujourd'hui Kamenka (en russe : Каменка) et fait partie du raïon de Gourievsk.

## Histoire
La fondation du village, auparavant nommé Keckstein, remonte à l'an 1379, lorsque la région faisait partie de l'État monastique des chevaliers Teutoniques. Vers la fin du XVIe siècle, le domaine était la possession de la maison de Waldbourg. Après la mort de Friedrich von Waldburg en 1625, le manoir a été nommé Friedrichstein.

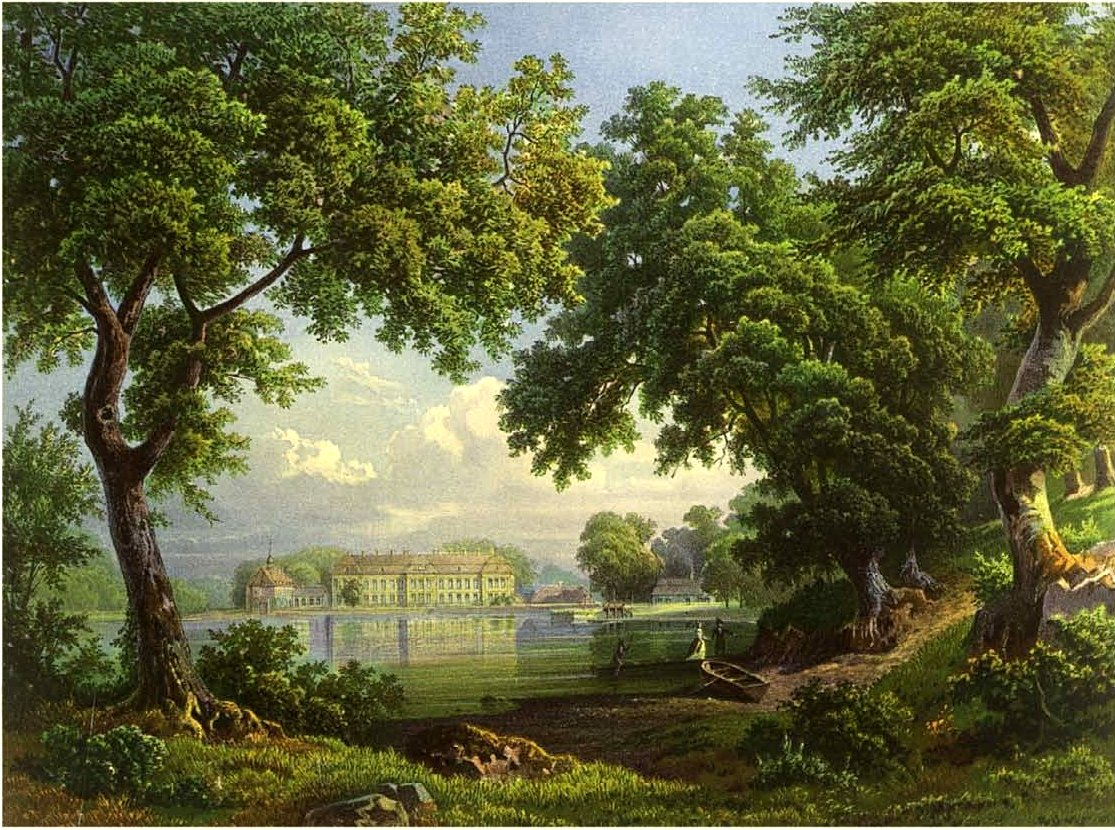
Vue du château vers 1860, (collection Alexander Duncker).

Le 2 septembre 1666, le « Grand Électeur » Frédéric-Guillaume de Brandebourg, duc de Prusse, donne son avis conforme sur l'achat du domaine par son lieutenant général Friedrich von Dönhoff (1639-1696). De 1666 à 1945, il était la possession de la famille von Dönhoff, dont la descendante Marion von Dönhoff (1909-2002), qui y naquit, a décrit l'histoire. Il devient fidéicommis en 1859, jusqu'en 1919, date de l'abolition des régimes seigneuriaux par la république de Weimar.
À la suite d'un incendie, le château a été reconstruit sous maîtrise de Jean de Collas, selon les plans de l'architecte baroque Jean de Bodt pour Otto Magnus von Dönhoff entre 1709 et 1714. Sa façade de style classique faisait 90 m de long et était ornée d'un fronton tétrastyle ionique. Devant la rampe, s'étendait une pelouse et un lac. La façade arrière donnait sur un parc à l'anglaise avec une grande pelouse menant à la vallée du Pregel, entourée de bois et continuée par deux allées jusqu'à l'horizon. Le domaine réunissait plusieurs autres domaines, dont celui de Löwenhagen (2 000 hectares), acheté en 1713, et celui de Barthen.

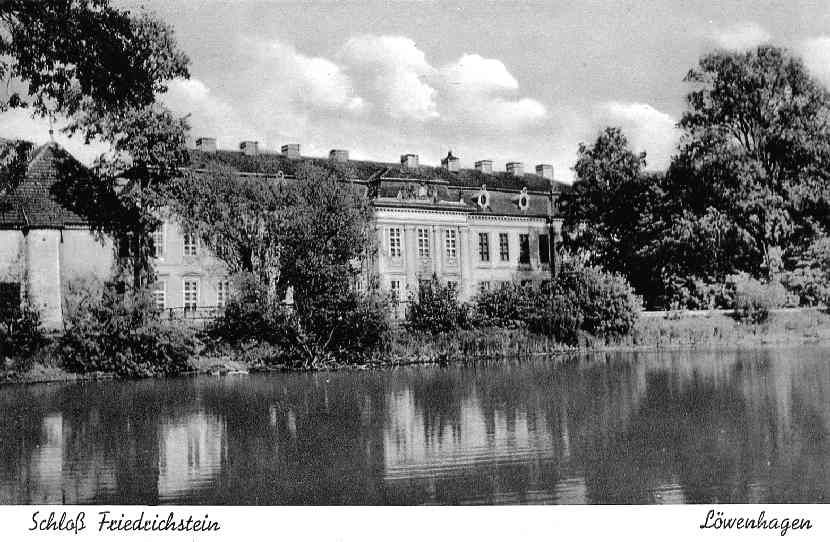
Château de Friedrichstein, carte postale, vers 1938.

Le vestibule intérieur était décoré de tableaux de chasse avec des chiens offerts par Frédéric le Grand et donnait sur une grande salle, décorée de stucs dont les fenêtres, sous le fronton, s'ouvraient sur le parc. L'intérieur était particulièrement remarquable, avec des stucs rococo car le comte August von Dönhoff, ancien diplomate et membre de la chambre des seigneurs de Prusse, était passionné d'antiquités. Des petits salons étaient tapissés de teintures Art nouveau ou XVIIIe siècle dans le goût des chinoiseries. Une collection de tapisseries de la manufacture de Bruxelles datant de 1630 représentait la vie d'Alexandre le Grand.
Le château a entièrement été incendié par l'Armée rouge en janvier 1945 et pour la plupart démoli en 1957. Ses dernières ruines ont été rasées dans les années 1980. Une petite partie des archives familiales a pu être sauvée pendant la Seconde Guerre mondiale et se trouve aujourd'hui au château de Schönstein (de) à Wissen, en Rhénanie-Palatinat.